# Св. св. Петър и Павел (Зързе)
„Св. св. Петър и Павел“ (на македонска литературна норма: „Св. св. Петър и Павле“) е православна църква в Зързенския манастир, Северна Македония. Църквата е под управлението на Преспанско-Пелагонийската епархия на Македонската православна църква – Охридска архиепископия.

## История
Църквата е изградена в XVII век и е доградена в XIX век.

## Архитектура
Сградата на църквата е с правоъгълна основа с многоъгълна апсида от източната страна. Западната част е изцяло свързана с манастирското общежитие.

## Живопис
Вътрешността на църквата е изписана в XIX век, като живописта е с по-ниско качество от тази в църквата „Свето Преображение“, направена няколко века по-рано. От нея се откроява стенописът, показващ живота на овчаря в народна носия. Във връзка с изобразяването на стенописа има предание, че овчарчето храбро устояло на заплахите на арнаутите, които по това време опустошавали района на манастира, но при това загинало и църквата получила името Овчарска църква.